# Højreby Kommune
Højreby Kommune i Storstrøms Amt blev dannet ved kommunalreformen i 1970. Ved strukturreformen i 2007 indgik den i Lolland Kommune sammen med Holeby Kommune, Maribo Kommune, Nakskov Kommune, Ravnsborg Kommune, Rudbjerg Kommune og Rødby Kommune.

## Tidligere kommuner
Allerede inden selve kommunalreformen dannede 4 sognekommuner frivilligt Højreby Kommune, der fik navn efter en sydlig bydel i Søllested:
| Kommune           | Folketal september 1965 | Byer      |
| ----------------- | ----------------------- | --------- |
| Halsted-Avnede    | 1.934                   |           |
| Landet-Ryde       | 1.152                   |           |
| Skovlænge-Gurreby | 354                     |           |
| Søllested         | 1.173                   | Søllested |
| Tilsammen         | 4.613                   |           |

Ved selve kommunalreformen kom endnu en sognekommune med i Højreby Kommune:
| Kommune    | Folketal 1. januar 1970 |
| ---------- | ----------------------- |
| Højreby    | 4.550                   |
| Vesterborg | 862                     |
| Tilsammen  | 5.412                   |

Halsted Sogn afgav 153 matrikler til Nakskov Kommune.

## Sogne
Højreby Kommune bestod af følgende sogne:
- Avnede Sogn, Lollands Sønder Herred
- Gurreby Sogn, Lollands Sønder Herred
- Halsted Sogn, Lollands Nørre Herred
- Landet Sogn (Lolland), Lollands Sønder Herred
- Ryde Sogn (Lolland), Lollands Sønder Herred
- Skovlænge Sogn, Lollands Sønder Herred
- Søllested Sogn (Lolland), Lollands Sønder Herred
- Vesterborg Sogn, Lollands Nørre Herred

## Borgmestre[4]
| Periode   | Navn                       | Parti                       |
| --------- | -------------------------- | --------------------------- |
| 1970-1978 | Ove Jørgensen              | Venstre                     |
| 1978-1982 | Helge Paske                | Radikale Venstre            |
| 1982-1986 | Hans W. Nielsen            | Det Konservative Folkeparti |
| 1986-1991 | Erik Nielsen               | Socialistisk Folkeparti     |
| 1991-2002 | Poul Erik Ibsen            | Socialdemokratiet           |
| 2002-2006 | Jytte Krag-Juel-Vind-Frijs | Venstre                     |

## Rådhus
Højreby Kommunes rådhus på Højrebyvej 64 i Søllested er opført i 1966-67 og fik en tilbygning i 1981.